# Centaurothamnus
Centaurothamnus é um género botânico pertencente à família Asteraceae. O género tem apenas uma espécie, Centaurothamnus maximus (Forssk.) Wagenitz & M.Dittrich.
Centaurothamnus maximus foi descrita por (Forssk.) Wagenitz & M.Dittrich e publicado em Candollea 37(1): 111 (1982)
Trata-se de um género reconhecido pelo sistema de classificação filogenética Angiosperm Phylogeny Website.